# Jerga local de Helsinki
La jerga local de Helsinki o slangi es una variación del idioma finés utilizada en la ciudad de Helsinki. 
La jerga de Helsinki se basa en el finés coloquial (puhekieli), pero su característica distintiva es el uso de una gran cantidad de expresiones, casi siempre no finesas, siendo de origen mayormente sueco, ruso e inglés.
Estas expresiones violan a menudo las reglas fonéticas del finés, como la armonía entre vocales, e incluyen elementos ajenos a esta lengua, tales como los fonemas /b/, /d/ y /g/ o las uniones de consonantes como /sn/. De cualquier modo son consideradas indiscutiblemente palabras finesas, incorporando la gramática finesa y siguiendo las reglas del uso de los fonemas.
Además, se pueden encontrar algunas modificaciones arbitrarias, lo que provoca que las jergas locales resulten extrañas tanto para los hablantes del finés común como de la lengua que realiza el préstamo lingüístico. 
La jerga de Helsinki data de finales del siglo XIX, cuando cerca de la mitad de su población era sueco-parlante y era capital del Gran ducado de Finlandia de la Rusia Imperial. Por estas razones, las expresiones más antiguas vienen de las tres lenguas habladas en el área en esos tiempos: finés, sueco y ruso. La jerga local era muy usada principalmente en las zonas obreras de la ciudad antes de la Guerra de Invierno, pero fue en la década de los cincuenta cuando realmente comenzaron a popularizarse ciertas expresiones, siendo usadas por los jóvenes de la época que veían en esto un modo para rebelarse contra las reglas de la sociedad. Hoy en día la jerga de Helsinki ha perdido esa imagen de "chico rudo", y gracias a una reciente campaña de los medios para convertirlo en un elemento común y a la publicación de varios libros sobre el tema, se ha convertido en un fenómeno cultural objeto de investigaciones serias.
Desde los noventa, y a causa de la globalización y de la expansión de Internet, han surgido nuevas jergas derivadas del inglés. De cualquier modo, éstas no deben ser confundidas con el finglish, que es un fenómeno lingüístico completamente diferente.
- Datos: Q1424118
- Multimedia: Helsinki slang / Q1424118